# Sturgeon-Noblestown
Sturgeon-Noblestown és una concentració de població designada pel cens dels Estats Units a l'estat de Pennsilvània. Segons el cens del 2000 tenia 1.764 habitants.

## Demografia
Segons el cens del 2000, Sturgeon-Noblestown tenia 1.764 habitants, 676 habitatges, i 504 famílies. La densitat de població era de 237,3 habitants/km².
Dels 676 habitatges en un 37,9% hi vivien nens de menys de 18 anys, en un 63,8% hi vivien parelles casades, en un 7,2% dones solteres, i en un 25,3% no eren unitats familiars. En el 21,6% dels habitatges hi vivien persones soles el 10,4% de les quals corresponia a persones de 65 anys o més que vivien soles. El nombre mitjà de persones vivint en cada habitatge era de 2,61 i el nombre mitjà de persones que vivien en cada família era de 3,05.
Per edats la població es repartia de la següent manera: un 27% tenia menys de 18 anys, un 4,7% entre 18 i 24, un 35,7% entre 25 i 44, un 19,6% de 45 a 60 i un 13% 65 anys o més.
L'edat mediana era de 36 anys. Per cada 100 dones de 18 o més anys hi havia 98,9 homes.
La renda mediana per habitatge era de 48.056 $ i la renda mediana per família de 58.571 $. Els homes tenien una renda mediana de 34.500 $ mentre que les dones 22.042 $. La renda per capita de la població era de 18.948 $. A l'entorn del 4,5% de les famílies i el 6,7% de la població estaven per davall del llindar de pobresa.

## Poblacions properes
El següent diagrama mostra les poblacions més properes.